# Maybach W5
Maybach W5 (или Maybach Typ W5) — немецкий автомобиль класса люкс марки Maybach. Второй серийный автомобиль компании производился в 1926—1929 годах (собрано 248 моделей). Заменил предыдущую модель, имея более мощный двигатель объёмом 7 л, выдававший максимальную мощность при 2400 оборотах в минуту и разгонявший автомобиль до 115 км/ч. Кузов создала фирма Германа Спона (нем. Hermann Spohn) в Равенсбурге, с которой Майбах сотрудничал долгие годы. W5 собирался с учётом спецификаций заказчика, из-за чего цена росла. Минимальная стоимость автомобиля составляла 22600 рейхсмарок.
Двигатель мощностью в 120 л.с. (88 кВт) с жидкостным охлаждением был одним из мощнейших автомобильных моторов своего времени. Ход поршня составлял 168 мм. Шасси автомобиля весило 1750 кг и имело зависимую переднюю и заднюю подвеску. Автомобиль был снабжён барабанными тормозами.
В 1928—1929 годах производилась модификация W5 SG. В коробке передач новой модели появилась ускоряющая передача, благодаря чему автомобиль разгонялся до 130 км/ч. Ускоряющую передачу можно было использовать с одной из двух прямых передач. До наших дней сохранился только один автомобиль W5.